# Coenosia pauli
Coenosia pauli är en tvåvingeart som beskrevs av Adrian C. Pont 2001. Coenosia pauli ingår i släktet Coenosia och familjen husflugor.
Artens utbredningsområde är Kanarieöarna. Inga underarter finns listade i Catalogue of Life.